# Villa Ajavon
La villa Ajavon est un bâtiment historique du XIXe siècle situé dans la commune de Ouidah, dans le département de l'Atlantique, au Bénin. Il abrite depuis le 11 novembre 2013, le musée d'art contemporain de Ouidah.

## Historique
Les premiers navires ayant accosté sur les plages de Ouidah, au XVIe siècle étaient d'origine portugaise. De ce fait, la ville connut une forte influence portugaise sur plusieurs plans, notamment sur le plan architectural. Aussi, après plusieurs siècles de commerce d'esclaves, le développement de l'exportation de produits (notamment de l'huile de palme) à partir du XIXe siècle à la suite de l'abolition de l'esclavage, Ouidah connut l'émergence d'une classe de riches négociants formant une bourgeoisie prospère, composée à la fois des descendants de marchands d’esclaves et d’anciens esclaves qui, devenus libres, ont quitté le Brésil dès la première moitié du XIXe siècle pour revenir en Afrique.
C'est dans cet environnement, qu'au début des années 1920, un riche négociant nommé Ajavon, originaire du Togo, établi depuis peu dans la ville, décide de faire construire à Ouidah, une demeure pour sa famille.

## Architecture
Datée de 1922, la villa Ajavon est caractérisée par un style afro-brésilien.
Le bâtiment, d'un niveau, est un édifice qui fait face à la voie publique. De couleur beige, il est situé entre deux voies. Son domaine est délimité grâce à un petit portail. 
La villa est caractérisée par une multitude d'ouvertures aussi bien au rez-de-chaussée qu'au premier niveau. À l'étage, chaque ouverture possède un garde-corps. Il marque la limite d’une terrasse, d’un balcon.
Au sommet, à l'entrée principale de la villa, il est inscrit « VILLA AJAVON 1922 ».
La toiture du rez-de chaussée donne lieu a un jeu de pans de coupe multiples.
À plusieurs endroits de l'édifice, des piliers encastrés dans le mur forment une légère saillie, dotée de motifs circulaires.
le style architectural de la villa Ajavon apparaît comme un jalon d'épanouissement aux influences multiples.

## Galerie

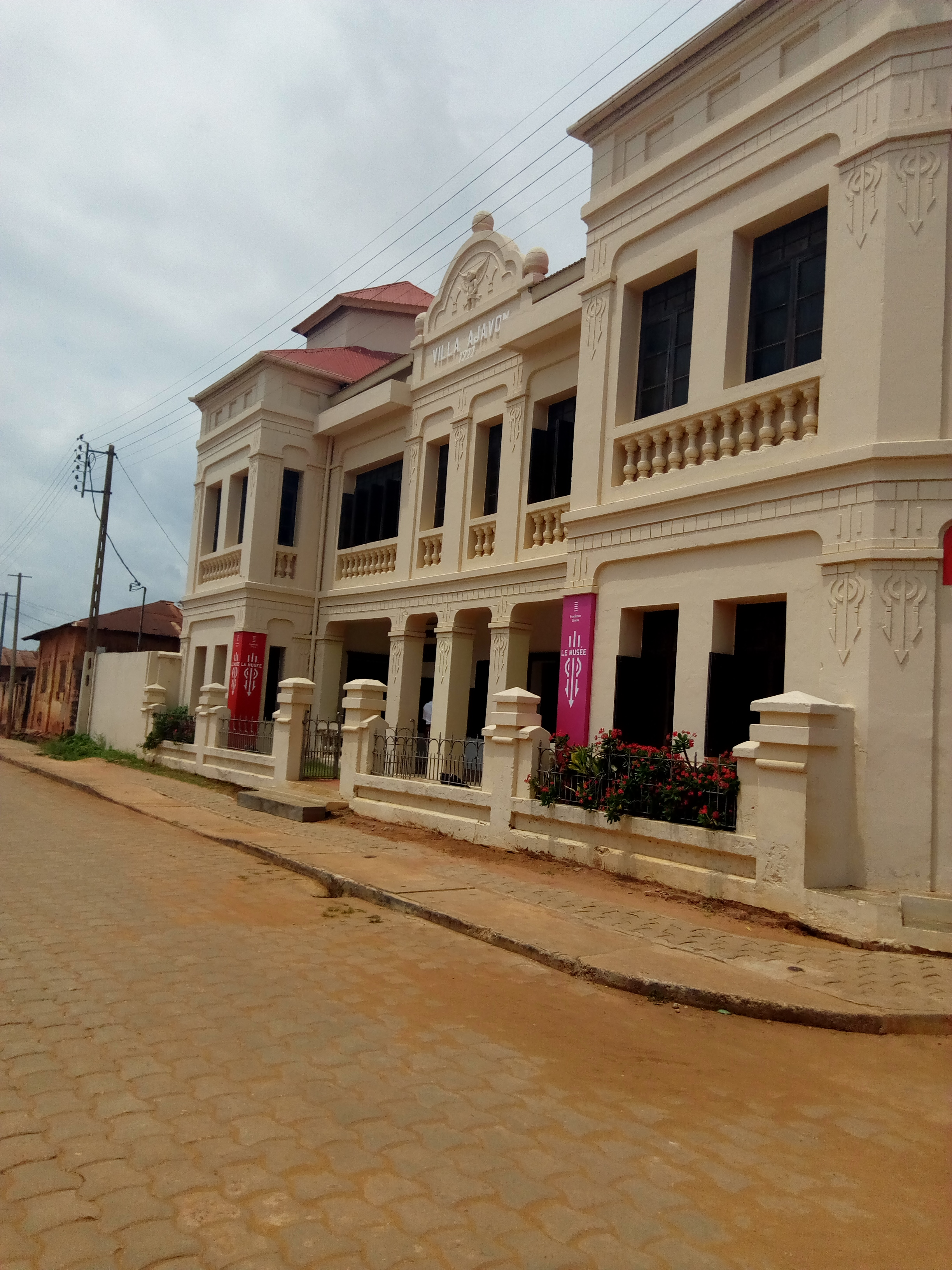
Devanture de la Villa Ajavon
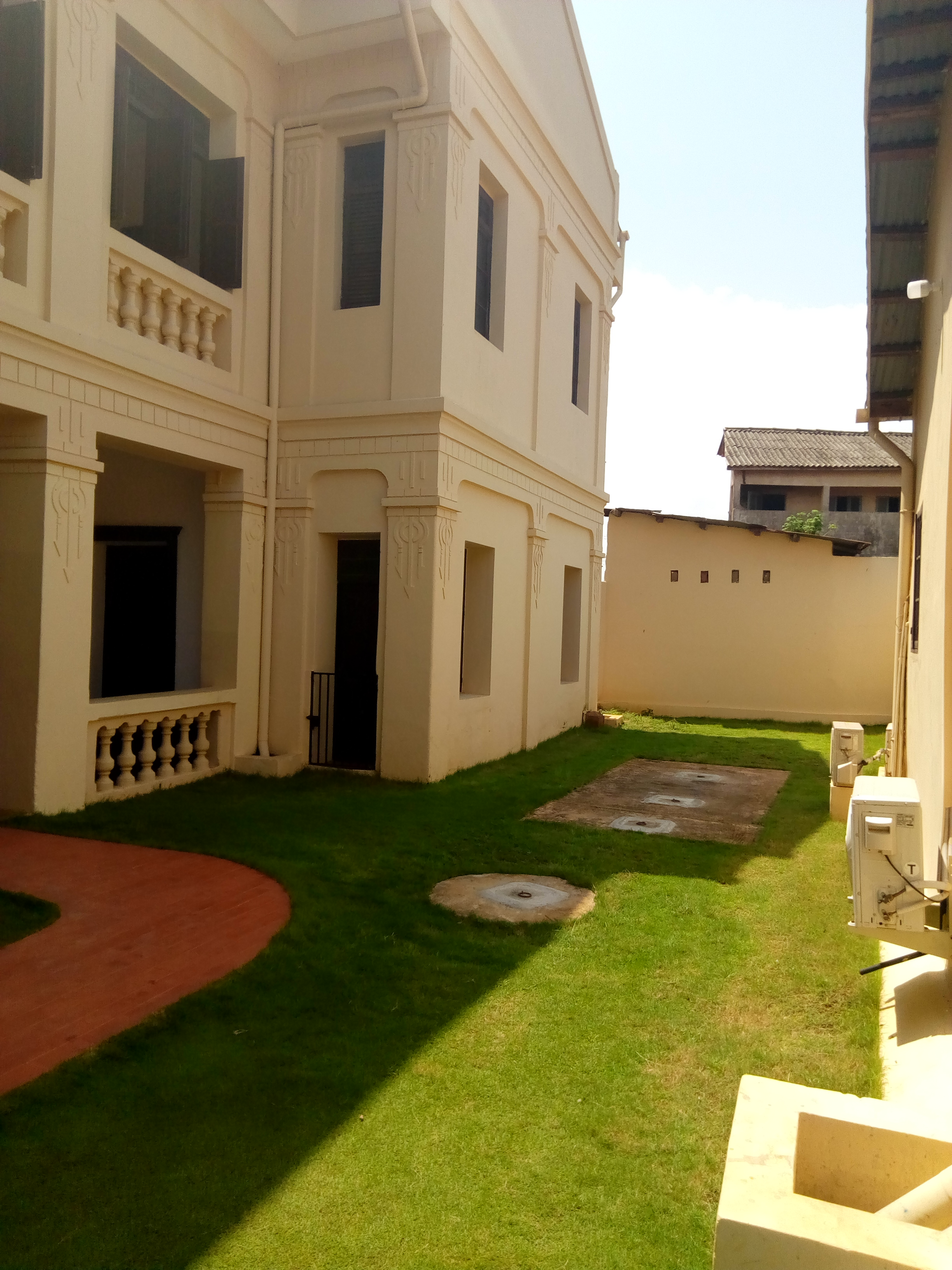
Cour intérieure de la villa Ajavon
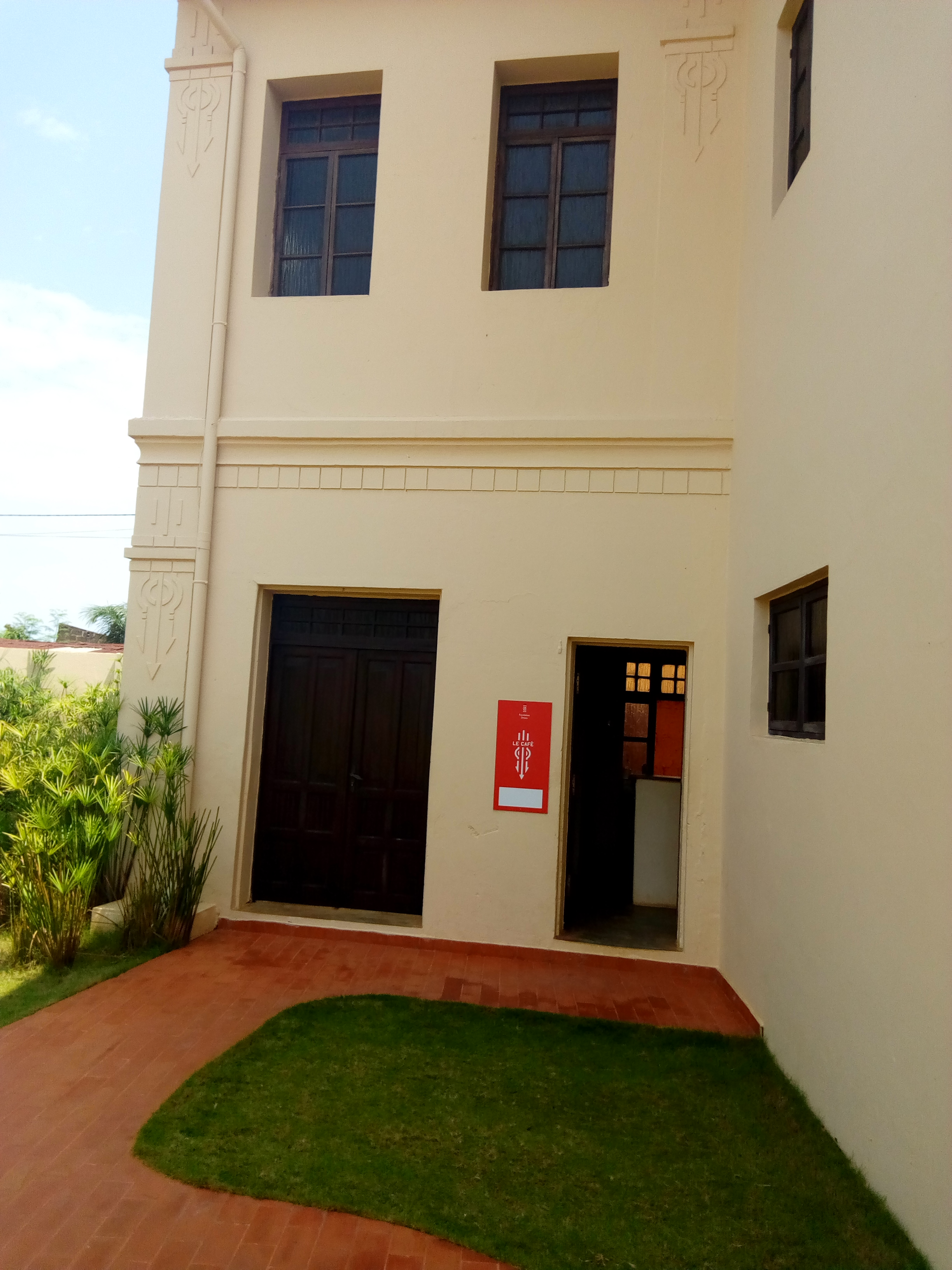
Vue de l’intérieur de la villa Ajavon
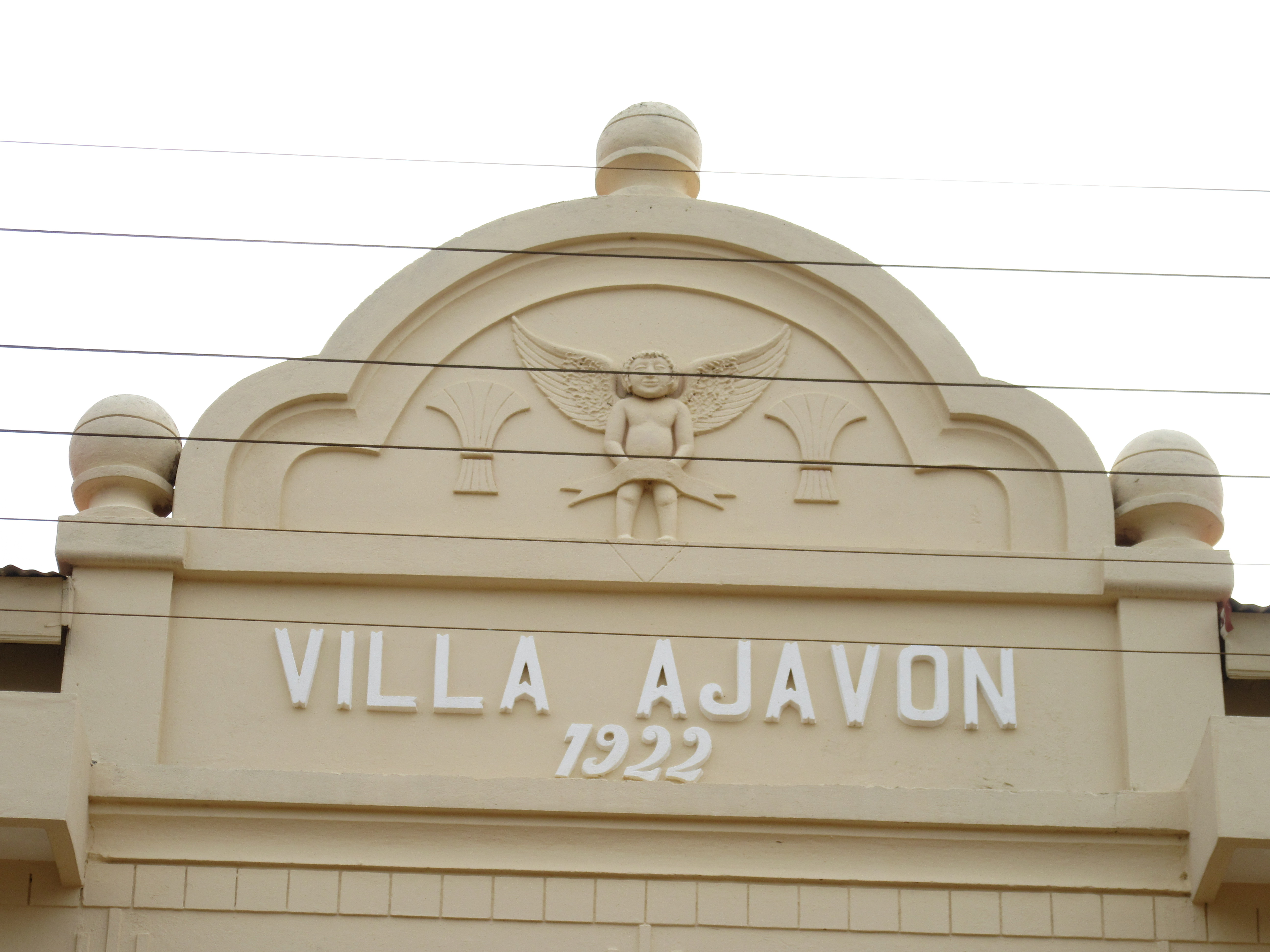
La façade de la villa Ajavon
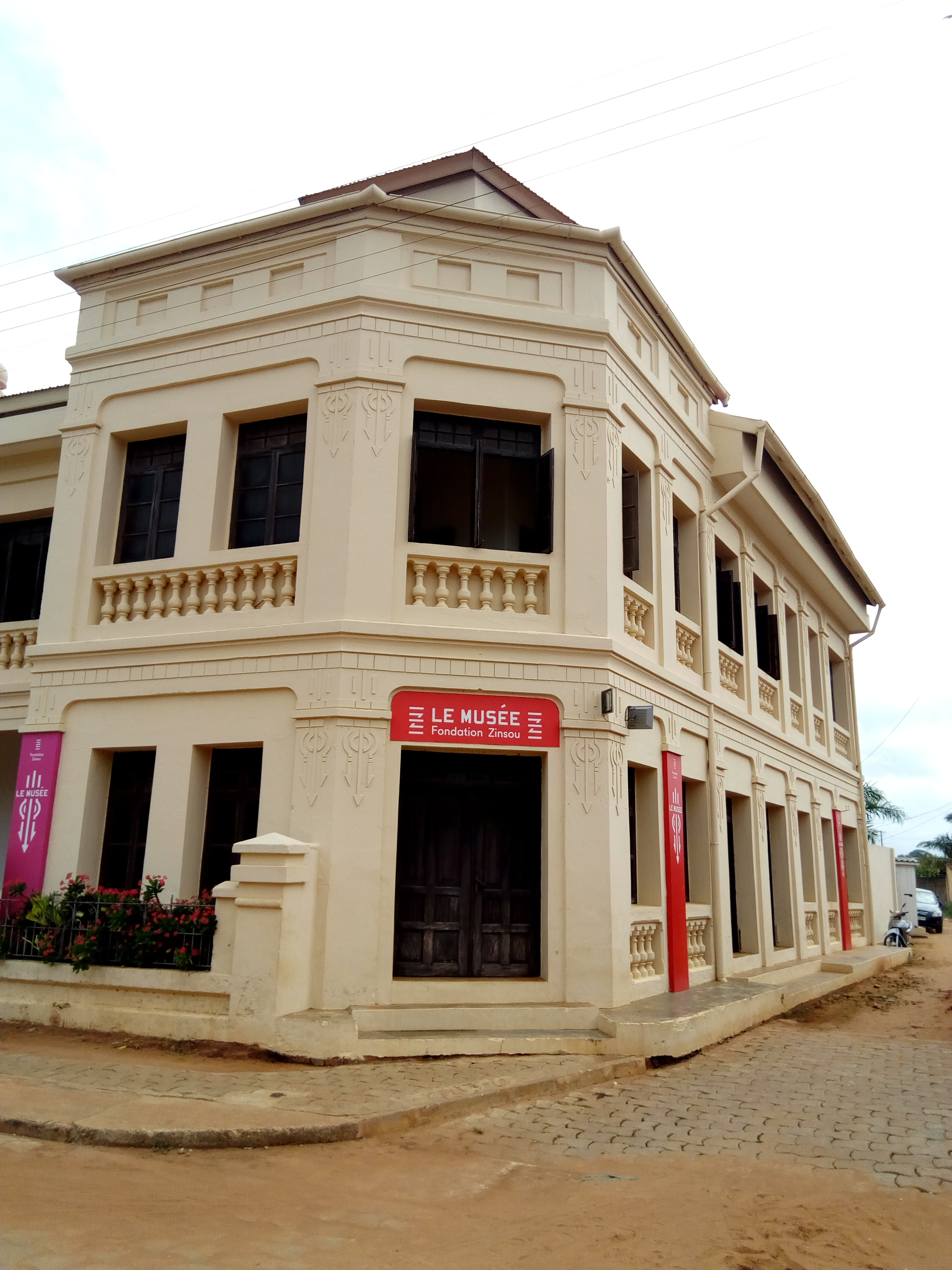
Vue de profil de la villa Ajavon

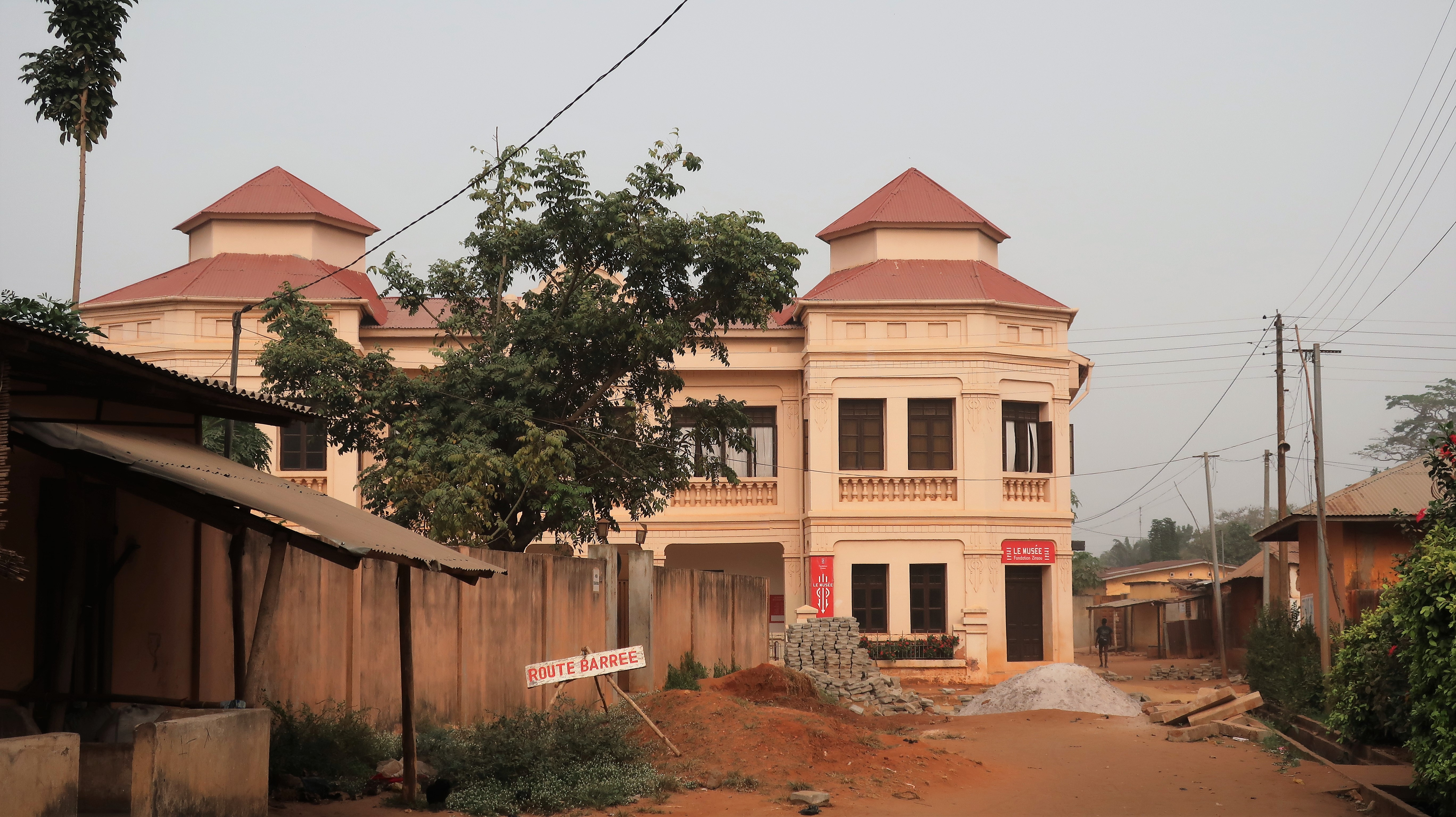
Vue de loin Villa Ajavon.